# Beinn Narnain
Beinn Narnain (wymowa gaelicka: [pejɲ ˈn̪ˠaːrˠnɛɲ]) – szczyt w Alpach Cowal i Arrochar, w Grampianach Zachodnich. Leży w Szkocji, w regionie Argyll and Bute. 